# Виправочно-підбивочно-опоряджувальна машина
Виправочно-підбивочно-опоряджувальна машина — машина, призначена для модернізації та капітального ремонту залізничної колії. Машина багатофункціональна — виконує виправочні, підбивочні та заключно-опоряджувальні роботи на коліях.